# 林文雄 (1942年)
林文雄（1942年2月1日—），中華民國政治人物，前臺南市市長。曾任台南市議員、台灣省議員。

## 早年生平
林文雄出身安平區，小時候因盟軍攻擊曾搬至安南區十二佃居住，曾稱在孩提時期曾搬了九次家，直到十二歲定居在西區長樂街。國小時曾就讀石門國小、永福國小畢業。中學時就讀台南一中初、高中部，畢業後入臺灣大學社會系。
大學畢業後，林文雄曾入其家族企業敬華鋼鐵公司擔任總經理。並曾任救國團臺南市中、西、安平區常委以及臺南市團管區西區輔導中心主任。
1973年林文雄在臺南市東區參選台南市第八屆市議員選舉，以3,455票當選市議員，為全市第二高票（第一高票為蘇南成）。林文雄在市議員任內即積極佈署省議員，1977年，林文雄獲國民黨提名參選臺灣省省議員，最後當選。1980年林文雄出任立委候選人林聯輝競選總幹事一職，並為其輔選當選立法委員。
1981年林文雄一度登記國民黨內台南市長提名，然而最後國民黨因禮讓蘇南成而在該屆未提名。林文雄繼續參選省議員並獲得連任。

## 臺南市長
1985年林文雄獲國民黨提名參選臺南市長選舉，最後以130,294票擊敗曾任蘇南成機要秘書的陳森茂，當選台南市長。
林文雄任內完成臺南孔子廟自大正七年（1918年）以來規模最大的整修工程:81-82、以及臺南市立醫院的建設，並還清蘇南成市長時代的大量負債。然而任內先是婚外情遭陳森茂揭露，林文雄與黃姓女子「夜談」的錄音帶被陳森茂公布，一時成為全市關注焦點。
1988年4月發生與國民黨市黨部主委封惠南擅自出售臨安路六信倉庫市有土地，封惠南更施壓阻止市議員參加議會主辦的說明會，引起議長張坤山憤而請辭，張坤山在4月2日上午參加市議會黨團會議後，憤怒離席返回市議會，立即揚言辭去議長職務，當日下午向市議會提出辭呈。一度引起府會衝突。
1989年4月，林文雄以父親阻止參選連任為由，宣布不再尋求市長連任。

## 家庭
- 林文雄妻子楊秀敏，師大數學系畢業，曾任國民黨臺南市黨部婦工組組長，1989年林文雄退出市長初選後曾一度登記黨內市長初選，最後遭到勸退。[13]1991年代表國民黨參選國民大會代表，敗給民進黨籍的唐碧娥。
- 林文雄祖父為攤販，父親林再傳為安平區人，[14]，年輕時曾在「金源合」擔任學徒。[15]日後致力創業，創辦金榮、敬華鋼鐵公司。[16]

## 相關書目
- 林文雄著：《十年問政》，臺南市：林文雄自印，1985年。

| 中華民國政府職務                   | 中華民國政府職務                                 | 中華民國政府職務 |
| ---------------------------------- | ------------------------------------------------ | ---------------- |
| 台南市政府                         |                                                  |                  |
| 前任： 陳癸淼（代理） 正任：蘇南成 | 台南市市長 第十屆 1985年12月20日－1989年12月20日 | 繼任： 施治明    |